# An Triúr Deirféar

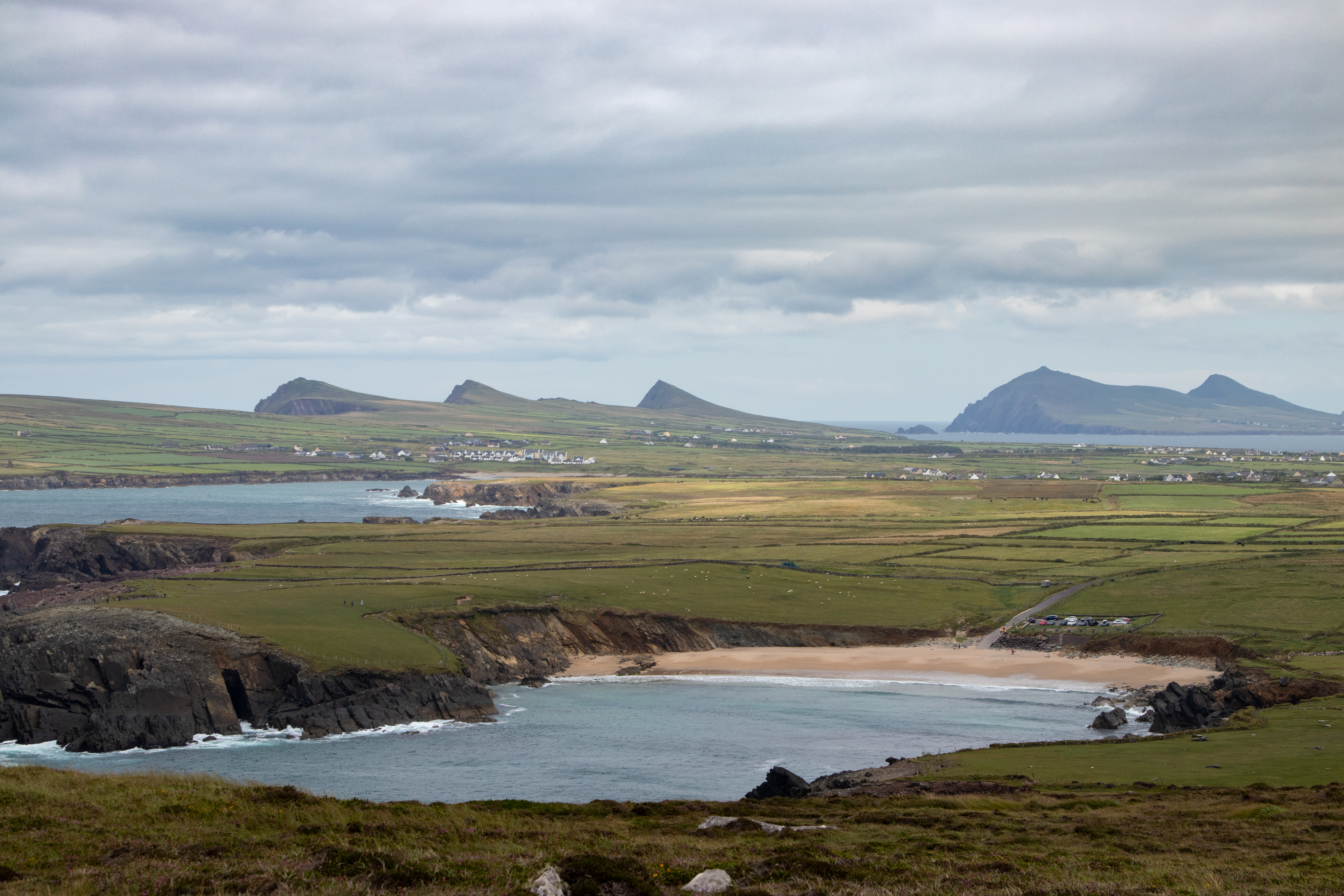
Die drei Erhebungen, vom Clogher Head aus gesehen. Rechts der Berg Ceann Bhaile Dháith

An Triúr Deirféar (die drei Schwestern in irischer Sprache, englisch The Three Sisters) wird eine Reihe dreier Hügel am nordwestlichen Ende der Dingle-Halbinsel im irischen County Kerry genannt.
Die Hügel liegen unmittelbar an der Küste, nördlich des Dorfes Baile an Fheirtéaraigh (englisch Ballyferriter), am südöstlichen Ende der Bucht Cuan Ard na Caithne (englisch Smerwick Harbour). Die höchste Erhebung Binn Diarmada erreicht 153 m.
Von Norden betrachtet bilden die drei Erhebungen eine markante Reihe, was zur Namensgebung geführt haben dürfte. Von Westen nach Osten werden sie einzeln als Binn Hanrai (englisch Beenhenry), Binn Meanach (Beenmanagh) und Binn Diarmada (Beendermot) bezeichnet.